# Park Narodowy Río Clarillo
Park Narodowy Río Clarillo (hiszp. Parque nacional Río Clarillo) – park narodowy w Chile położony w Regionie Metropolitalnym Santiago, w prowincjach Cordillera (gminy Pirka i San José de Maipo) i Maipo (gmina Paine) oraz w regionie O’Higgins (prowincja Cachapoal, gmina Mostazal). Został utworzony 7 października 2019 roku na bazie istniejącego od 1982 roku rezerwatu przyrody. Zajmuje obszar 131,34 km². 

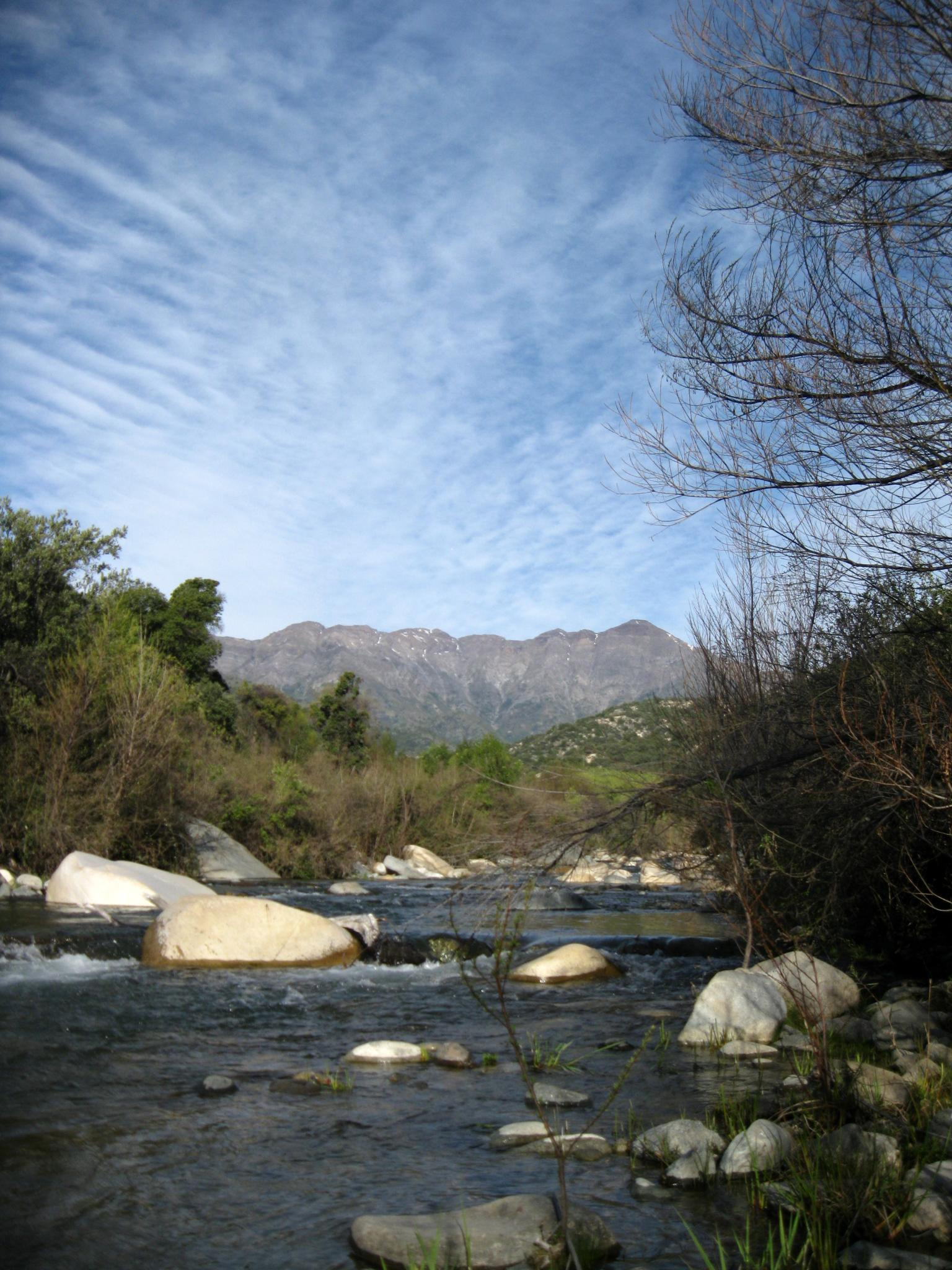
Rzeka Clarillo

## Opis
Park znajduje się na zachodnich zboczach Andów, w dorzeczu rzeki Clarillo, na wysokościach od 850 do 3500 m n.p.m.
Klimat umiarkowany ciepły. Średnia roczna temperatura na terenie parku wynosi +20 °C. Latem może przekraczać +30 °C.

## Flora
Większą część powierzchni parku pokrywają lasy waldiwijskie. Na niżej położonych obszarach rośnie głównie Acacia caven, Baccharis paniculata, Cryptocarya alba, Colliguaja integerrima, Ephedra andina, Valenzuelia trinervis, mydłodrzew właściwy i Lithrea caustica. Wyżej występuje m.in.: Kageneckia angustifolia, Guindilia trinervis, Austrocedrus chilensis. Najwyżej położone zbocza gór pokryte są roślinami z gatunków takich jak m.in.: Chuquiraga oppositifolia, Nardophyllum lanatum, Laretia acaulis, Berberis empetrifolia.

## Fauna
Z ssaków żyją na terenie parku m.in.: narażony na wyginięcie ocelot chilijski, ocelot pampasowy, nibylis andyjski, nibylis argentyński, puma płowa, skunksowiec andyjski, kururo niebieskawy, szynszyloszczur stokowy, koszatniczka pospolita, ryżaczek długoogonowy, słonioząbek wielkouchy, molosek brazylijski, grizon mniejszy, wiskacza górska, liściouch Darwina.
Ptaki to m.in.: kondor wielki, aguja wielka, aguja rdzawogrzbieta, sokół wędrowny, pustułka amerykańska, karakara andyjska, kaniuk amerykański, sępnik różowogłowy, dzierzbotyran czarnodzioby, turko wąsaty, krytonos białogardły, krytonosek magellański, gigancik, czuprynek czubaty, ostrogonek mały, andówka rdzawobrzucha, grzywoszyjka andyjska, trzęsiogon szaroboczny, trzęsiogon ciemnobrzuchy, dzięcioł chilijski, szarogłowik, gołąbeczek białoskrzydły, patagonka, elenia białoczuba, krasnogonka długodzioba, sóweczka magellańska, derkaczyk śniady, zbrojówka, skałotyran białobrewy, skałotyran ciemnolicy, górzak białoboczny.
Płazy i gady występujące w parku to m.in.: Alsodes montanus, Alsodes nodosus, Liolaemus fuscus, Liolaemus lemniscatus, Liolaemus monticola, Liolaemus nitidus, Liolaemus tenuis, Philodryas chamissonis, Pleurodema thaul, Tachymenis chilensis.